# Wladimir Alexandrowitsch Beklemischew

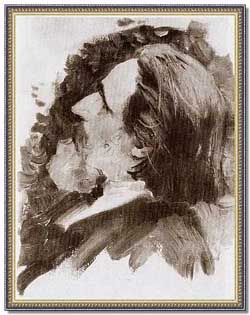
Wladimir A. Beklemischew

Wladimir Alexandrowitsch Beklemischew (russisch Влади́мир Алекса́ндрович Беклемишев, ukrainisch Володимир Олександрович Беклемішев; * 3. Augustjul. / 15. August 1861greg. in Jekaterinoslaw; † 21. Dezember 1919 in Noworschew) war ein ukrainischer und russischer Bildhauer und Hochschullehrer.

## Leben
Beklemischew stammte aus einer alten russischen Adelsfamilie. Sein Vater war der ehemalige Husaren-Oberst Alexander Beklemischew, der lange in Rom lebte, dort den Familiennamen Redgio annahm und nach seiner Rückkehr nach Russland als Direktor und Dekorateur von Provinz-Operntheatern und als Aquarellist arbeitete. Verwandtschaftliche Beziehungen bestanden zu dem Fürsten Dmitri Poscharski der Zeit der Wirren und dem General Michail Kutusow des Russlandfeldzuges 1812.
Bald nach Beklemischews Geburt zog die Familie nach Charkow um. Als sein Sohn erst vier Jahre alt war, wurde sein Vater, Alexander Beklemischew, inhaftiert und zu Zwangsarbeit verurteilt, und die ältere Schwester Nina (Ehefrau des Charkiwer Gutsbesitzers Heorhij Tychozkyj und Mutter von Olha Tychozka – Ehefrau von Oleksandr Bohomolez) nahm den kleinen Wladimir zur Erziehung in ihre Obhut. Seine Grundschulausbildung erhielt er daheim. In Charkow besuchte Beklemischew das Zweite Städtische Gymnasium, wo der Dmytro Bespertschyj Lehrer war. Er erhielt Kunstunterricht von dem dortigen Maler J. J. Schraider sowie in der Kunstschule der Maria Rajewskaja-Iwanowa.
1878 ging Beklemischew nach St. Petersburg und studierte an der Kunsthochschule der Kaiserlichen Kunstakademie Bildhauerei bei Alexander von Bok und N. A. Lawerezki. Bis 1885 erhielt er bereits drei Kleine Silbermedaillen und eine Große Silbermedaille für seine Arbeiten. 1886 bekam er für seine Skulptur Die Grablegung von der Kunstakademie die Große Goldmedaille, die mit einem Auslandsstipendium verbunden war. Im Januar 1888 reiste er nach Paris und dann nach Rom, wo er insbesondere Die frühe Christin schuf. Auch fertigte er seine ersten Porträt-Büsten an.
1892 kehrte Beklemischew nach St. Petersburg zurück. Für seine römischen Arbeiten wurde er in die Kunstakademie aufgenommen. Im gleichen Jahr stellte er seine Skulptur Wie schön, wie frisch waren die Rosen (nach I. S. Turgenews Erzählung) aus. 1894 wurde er als Professor für Bildhauerei an die Kunsthochschule der Kunstakademie berufen. Bei ihm studierten Anna Golubkina, Wsewolod Lischew, Matwei Maniser, Stepan Nadolski, Julija Brasol und Leonid Sherwood. 1900 wurde Beklemischew Mitglied des Kunstakademie-Rates und 1906 Dekan der Bildhauerei-Abteilung der Kunstakademie.
Beklemischew fertigte zahlreiche Porträt-Skulpturen an, beispielsweise von Nikolai Beketow, Konstantin Makowski, Mitrofan Beljajew und Wassili Safonow.
Er ist der Autor des weltweit ersten bildhauerischen Bildnisses (1899) von Taras Schewtschenko. Die Büste des Dichters von Beklemischew befand sich im Landsitz von Chrystyna Altschewska.
1914 schuf er die Büste des Malers Archip Kuindschi, die auf dessen Grabstein auf dem St. Petersburger Tichwiner Friedhof gesetzt wurde. Er gestaltete große Skulpturen für Denkmäler auf öffentlichen Plätzen, so für Pjotr Tschaikowski vor dem Sankt Petersburger Konservatorium (1897), Alexander Gribojedow vor der Russischen Botschaft in Teheran, Jermak Timofejewitsch in Nowotscherkassk und Sergei Botkin (1908) vor der Kaiserlichen Militärmedizinischen Akademie in St. Petersburg.
Nach der Februarrevolution 1917 wurde Beklemischew im Sommer 1917 Mitglied der Kommission, die eine neue Verfassung der Kunstakademie erarbeiten sollte, und Beauftragter der Stadt Petrograd für den Schutz historischer und künstlerischer Monumente. Nach der Oktoberrevolution wurde er im September 1919 wegen seiner Mitgliedschaft in der Konstitutionell-Demokratischen Partei von der Tscheka verhaftet und nach 12 Tagen wieder freigelassen. Am 1. Dezember 1919 flüchtete er aus Petrograd nach Noworschew, wo er eine Vorlesung an der Volksuniversität hielt. Drei Wochen später starb er plötzlich.

## Werke

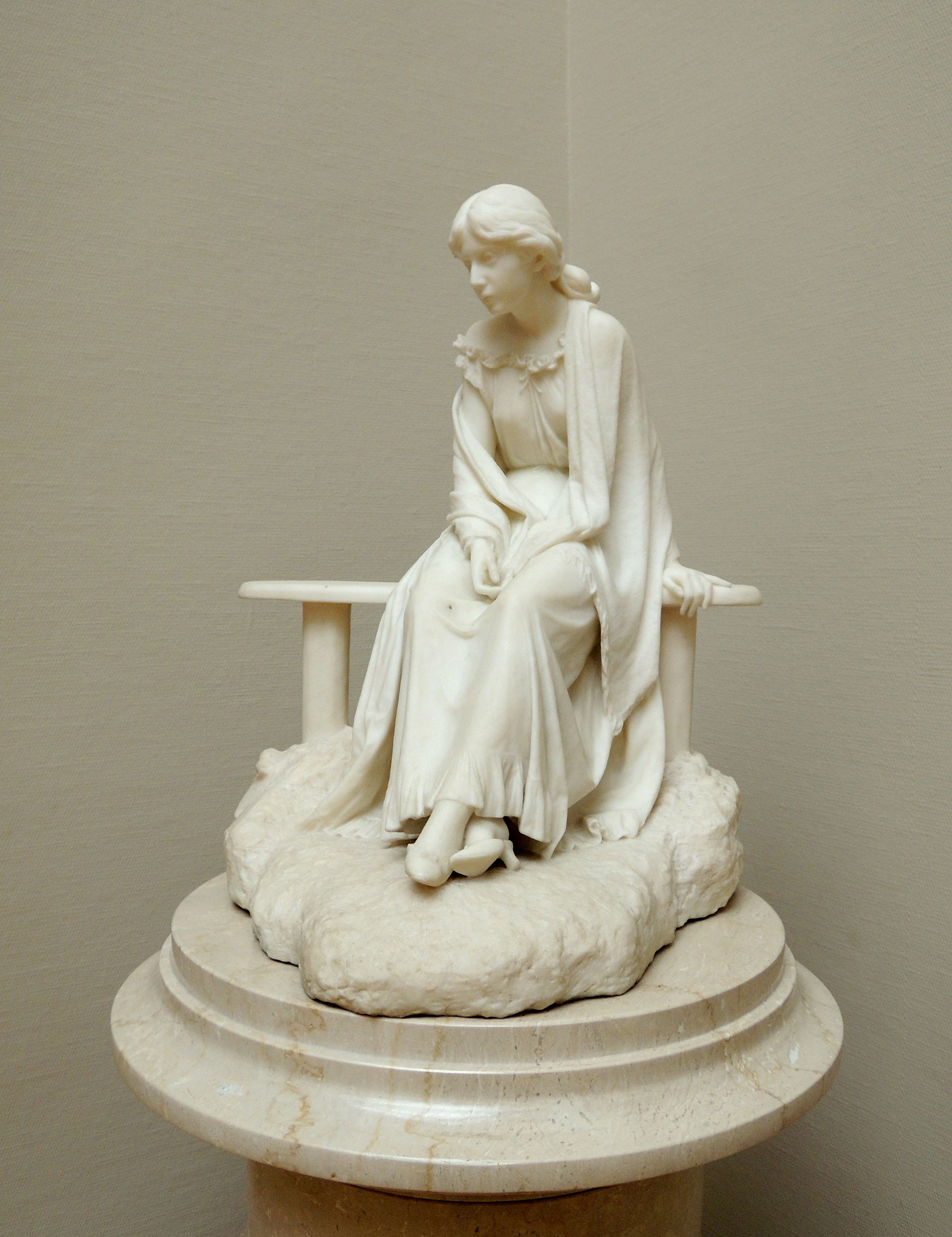
Wie schön, wie frisch waren die Rosen (1892, Bronze, Eremitage)
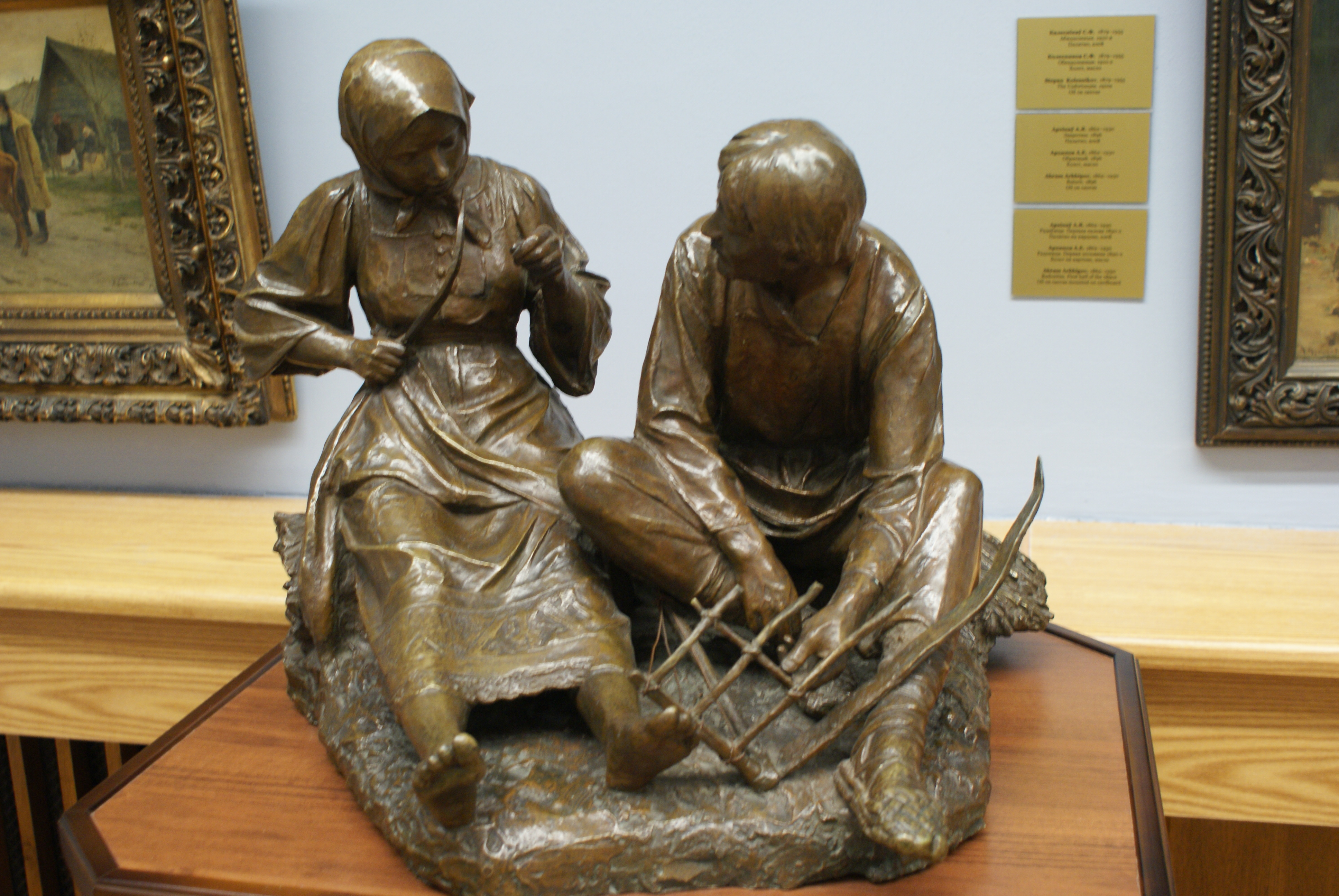
Dorfliebe (1896, Bronze, Tretjakow-Galerie)
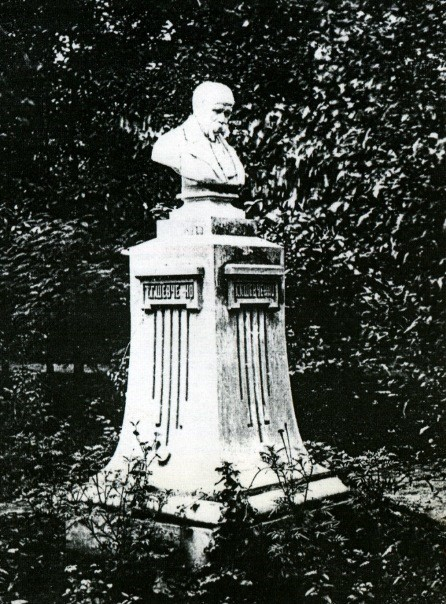
Taras Schewtschenko Denkmal (1900, Charkiw)
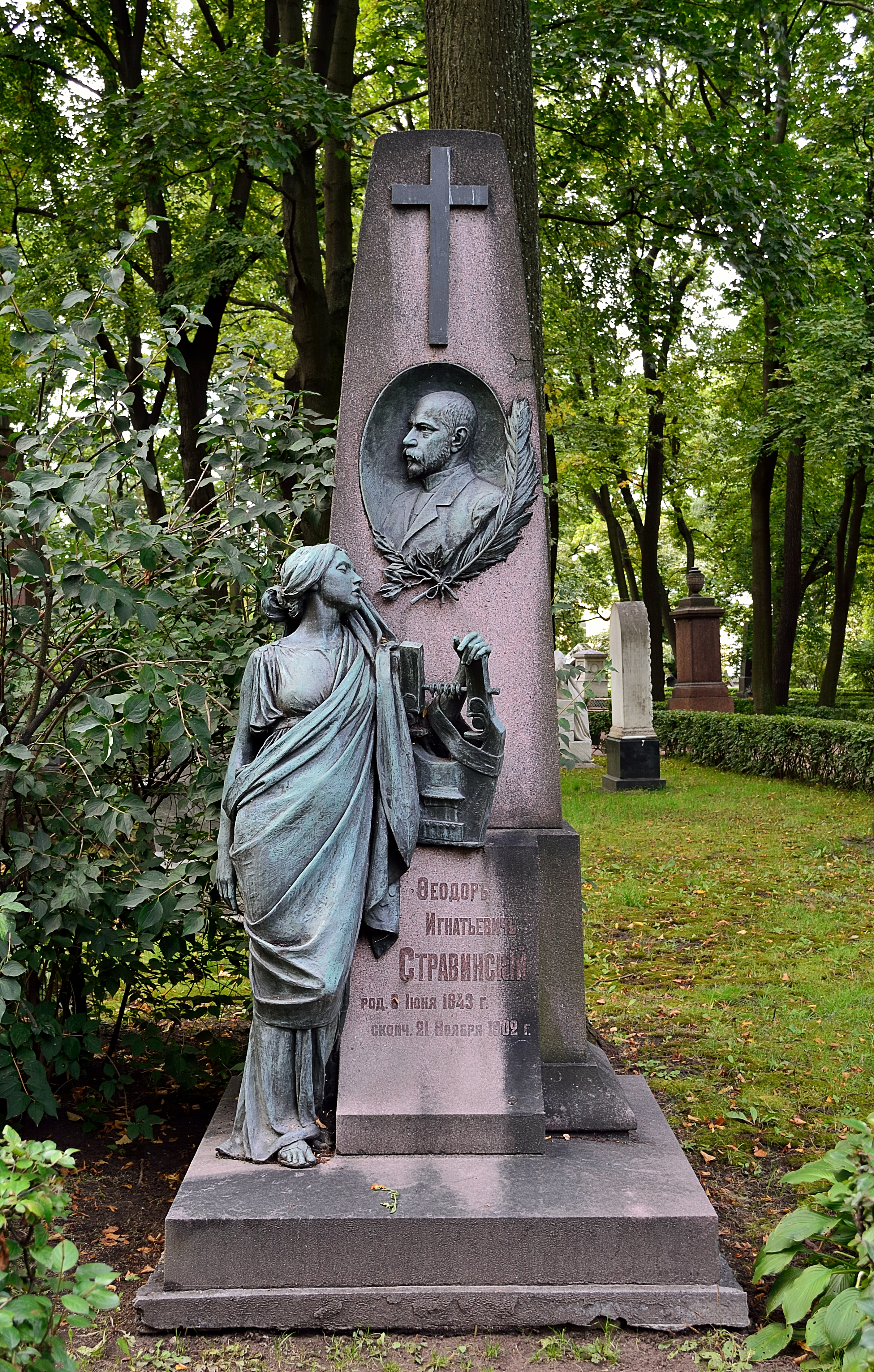
F. I. Strawinskis Grabstein (1902 zusammen mit L. W. Posen auf dem Tichwin-Friedhof in St. Petersburg)
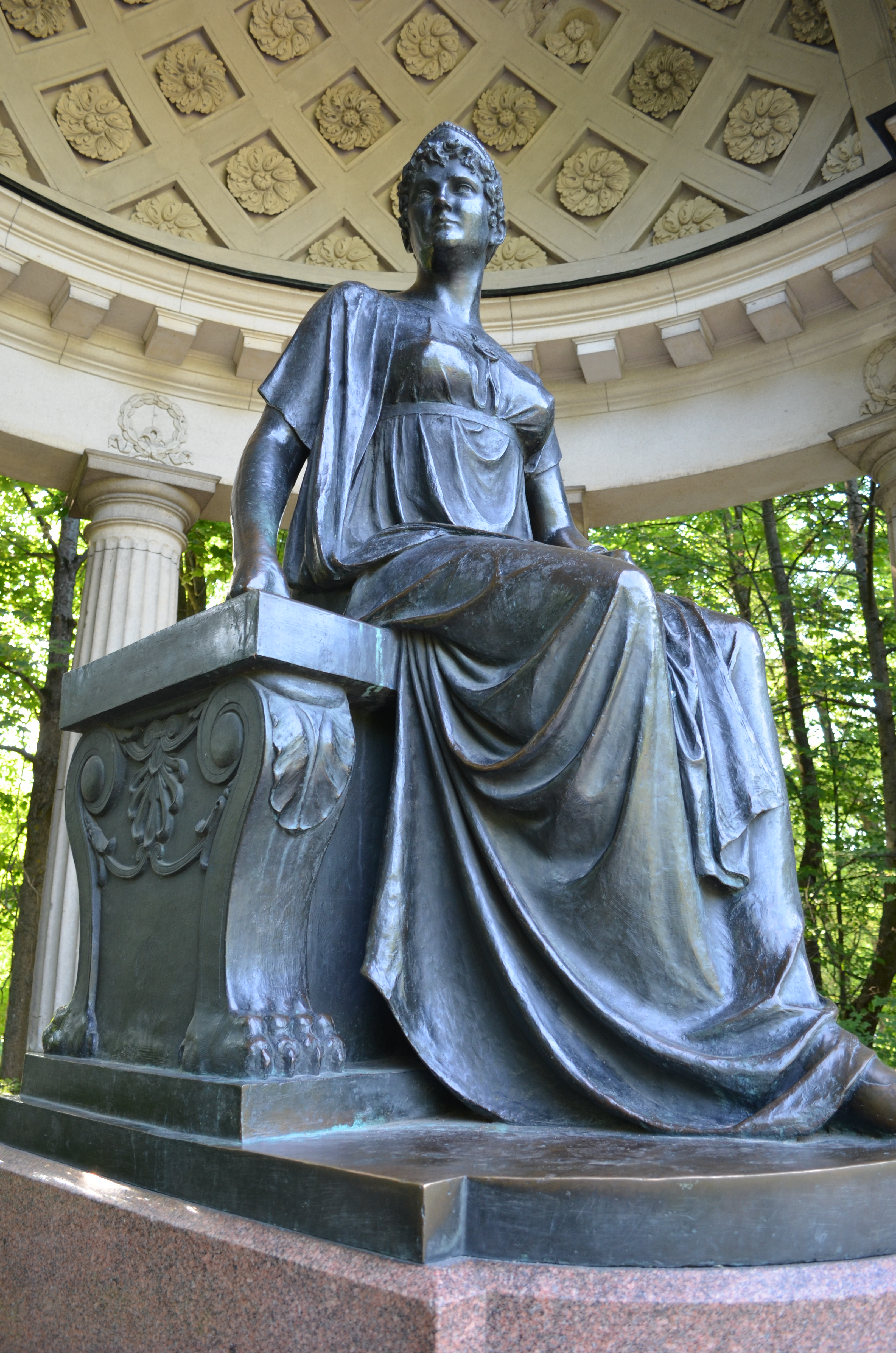
Maria Fjodorowna (1913) im Rossi-Pavillon im Pawlowsk-Park